# 1959 في المغرب
تحتوي هذه المقالة على أهم الأحداث التي شهدها المغرب في 1959م، إضافة إلى أهم الشخصيات المغربية المولودة والمتوفية في هذه السنة.

## الحكم
- السلطان: محمد الخامس
- رئيس الحكومة: عبد الله إبراهيم.
- وزير الداخلية: إدريس محمدي

## الأحـداث
- 6 سبتمبر - إنقسام داخل حزب الاستقلال، السياسي المهدي بن بركة أسس الاتحاد الوطني للقوات الشعبية.
- 8 سبتمبر : المؤتمر النقابي الأول لعموم أفريقيا في الدار البيضاء 31 .
- كارثة الزيوت المسمومة في المغرب 1959 هي حادثة تسمم جماعي وقعت خلال شهري سبتمبر وأكتوبر من سنة 1959 بالمغرب، حيث ظهرت حالات تسمم عند ما يقارب 20 ألف شخص، منهم من توفي ومنهم من أُصيب بأمراض مزمنة وإعاقات دائمة،[1]

## مواليد
- بادو الزاكي، حارس مرمى للمنتخب مغربي.
- عبد الله نهاري، داعية وخطيب مغربي.
- علي بن مخلوف، كاتب وباحث مغربي.
- محمد سعود، فنان تشكيلي وناقد فني مغربي.
- منير الركراكي، عضو مجلس إرشاد جماعة العدل والإحسان في المغرب.

## وفـيات
ا